# ديفيد إبستاين
ديفيد إبستاين (بالإنجليزية: David Epstein)‏ هو موزع وملحن أمريكي، ولد في 3 أكتوبر 1930 في نيويورك في الولايات المتحدة، وتوفي في 15 يناير 2002 في كونكورد في الولايات المتحدة.

## وصلات خارجية
- ديفيد إبستاين على موقع ميوزك برينز (الإنجليزية)